# Gea africana
Gea africana är en spindelart som beskrevs av Simon 1895. Gea africana ingår i släktet Gea och familjen hjulspindlar.
Artens utbredningsområde är Kongo. Inga underarter finns listade i Catalogue of Life.